# Stronger (pesem, Britney Spears)
»Stronger« je pesem ameriške glasbenice Britney Spears. Pesem je izšla 13. novembra 2000 preko založbe Jive Records kot tretji singl z albuma. Pesem sta napisala in producirala Max Martin ter Rami za drugi glasbeni album Britney Spears, Oops!... I Did It Again (2000). Pesem govori o prebolevanju ljubezni in velja za nadaljevanje debitantskega singla Britney Spears, pesmi »...Baby One More Time«, saj je v pesem vključena kitica: »Moja osamljenost me ne žre več« (»My loneliness ain't killing me no more«). Pesem »Stronger« je uživala v velikem komercialnem uspehu, saj je zasedla eno izmed prvih desetih mest na lestvicah v Avstraliji, Kanadi in Združenem kraljestvu, na vseh drugih lestvicah, na katere se je uvrstila, pa je zasedla vsaj eno izmed prvih dvajsetih mest. Singl je postal najbolje prodajani singl z albuma v Združenih državah Amerike. Pesem »Stronger« je prejel zlato certifikacijo v Avstraliji in Združenih državah Amerike.
Britney Spears je pesem promovirala z mnogimi nastopi, vključno z nastopom s pesmijo na podelitvi nagrad American Music Awards leta 2001 in dveh turnejah, Oops!... I Did It Again World Tour in Dream Within a Dream Tour. Videospot za pesem je bil leta 2001 nominiran za nagrado MTV Video Music Awards v kategoriji za »najboljši pop videospot«.

## Ozadje in sestava
Pesem »Stronger« je sta napisala in producirala Max Martin ter Rami za drugi glasbeni album Britney Spears, Oops!... I Did It Again (2000). Je teen pop and dance-pop pesem, ki traja tri minute in triindvajset sekund. Pesem je napisana v B-duru, vokali Britney Spears v njej pa se raztezajo čez eno oktavo, od  D3 to C5. Vokal Britney Spears v tej pesmi je bil opisan kot preveč »sprogramiran«.

## Dosežki na lestvicah
Pesem »Stronger« se je zasedla enajsto mesto na lestvici Billboard Hot 100, na lestvici Hot 100 Singles Sales pa je zasedla prvo mesto, kjer je ostala en teden; zaradi tega je pesem nazadnje dobila zlato certifikacijo v Združenih državah Amerike. Singl je nazadnje postal najbolje prodajani singl iz albuma v Združenih državah Amerike, pa tudi največkrat predvajani singl na radiu Britney Spears do takrat. Pesem »Stronger« nadaljevala z vzorcem drugih singlov Britney Spears in zasedla eno izmed prvih petih mest na večini evropskih glasbenih lestvic.
Drugod po svetu je singl zasedel eno izmed prvih desetih mest na skoraj vseh lestvicah, na katere se je uvrstil, vključno z avstrijsko, britansko, kanadsko in švedsko glasbeno lestvico ter zasedel eno izmed prvih dvajsetih mest na lestvicah v Franciji, Avstraliji in Novi Zelandiji. Pesem je kasneje v Franciji prejela srebrno certifikacijo, v Avstraliji in Združenih državah Amerike pa zlato.

## Videospot

### Razvoj in izid
Videospot za pesem so snemali med 5. in 7. oktobrom 2000 na letališču Van Nuys v Los Angelesu, Kalifornija, režiral pa ga je Joseph Kahn. Britney Spears si je izvirno zgodbo izmislila sama in jo predlagala Josephu Kahnu. Zgodba je vključevala razhod s fantom, vožnjo z avtom in niz stolov. Joseph Kahn je razložil, da je bil navdih za zgodbo videospot za pesem Janet Jackson, »The Pleasure Principle«. Joseph Kahn je menil, da je Britney Spears z videospotom precej spremenila svoj stil, kar je opisal z besedami:
Mislim, da je videospot zelo zanimiv, saj ima pevka v njem zelo odrasel, prefinjen videz. Je definitivno korak naprej od sladkih videospotov, ki jih je snemala prej, zato sem si ta videospot vedno predstavljal kot tranzicijo med Britney, najstniško pop zvezdnico in Britney, divo, kakršna je postala. [...] Posneli smo del, kjer ji sledimo s kamero in njene noge so precej narazen in Larry [Rudolph], menedžer, ji je rekel: »Ne delajte tega.« In ona je odvrnila: »Da, naredite to.«
Joseph Kahn je vztrajal, da Britney Spears v videospotu nosi sivo senčilo, saj naj bi njene oči tako izgledale živahnejše.
Obstajata dve različici videospota. V originalni različici na začetku, ko Britney Spears zapoje: »Močnejša kot včera« (»Stronger than yesterday«), stoji na robu črnega vrtečega se stola. Kakorkoli že, v drugi različici so ta prizor izrezali in ga nadomestili s preprostim prizorom Britney Spears med petjem besedila. Prva verzija je bila vključena na DVD Greatest Hits: My Prerogative.
Joseph Kahn je stole, uporabljene v videospotu, pokazal na svojem domu v epizodi oddaje MTV's Cribs. Videospot je bil vključen v epizodo MTV-jeve oddaje Making the Video. Pesem »Stronger« je postal še en videospot Britney Spears, ki se je zadnjič predvajal v oddaji Total Request Live in je zasedel prvo mesto na seznamu »100 najboljših videospotov leta 2001« oddaje MTV Latin America.

### Zgodba
Videospot za pesem »Stronger« se prične z napisom »Britney Spears – Stronger«, v ozadju pa se sliši zvok nevihte. Nato se prikaže Britney Spears, ki gleda za svojim fantom, ki se smeji z drugo žensko, s katero se držita za roke. Britney Spears ugotovi, da ji je bolje brez njega in, potem, ko občinstvu reče: »Brezveze,« odkoraka stran. V naslednjem prizoru se pojavi v semi-futurističnem svetu. Ob petju prve kitice Britney Spears pleše na stolu znamke Emeco 1006, za njo pa se pojavi črno ozadje. V drugi polovici videospota se med neurjem odpelje z zabave v klasičnem avtomobilu znamke Ford Mustang; kakorkoli že, tik preden se z avtom skoraj zaleti, se ustavi na robu pečine. Potem, ko si opomore od šoka, je prisiljena pešačiti po dežju. Vključeni so tudi odlomki, v katerih pleše na stolih. Videospot se konča z Britney Spears, ki hodi po mostu.

## Nastopi v živo
Britney Spears je singl »Stronger« promovirala s serijo nastopov. Pesem je izvedla na podelitvi nagrad American Music Awards leta 2001, kar je postal eden izmed največkrat omenjenih nastopov leta. Britney Spears je nekje na sredi pesmi začela tudi rapati in skupaj z žensko kitaristko zraven sebe izmenično stati na ploščadi. Plesalke so nosile identična oblačila in svetlolase lasulje. Britney Spears je pesem promovirala tudi z nastopi na turnejah Oops!... I Did It Again World Tour in Dream Within a Dream Tour.

## Ostale različice
Svojo verzijo pesmi je zapelo na tisoče ljudi in jo nato objavili na YouTubeu. Glasbena televizijska serija Glee je v epizodo »Britney/Brittany«, kjer so zapeli štiri pesmi Britney Spears, vključila tudi svojo različico pesmi, ki jo je izvedel Kevin McHale. Epizodo si je v Združenih državah Amerike ogledalo 13,51 milijona ljudi in je prejela najboljše ocene od vseh epizod serije do takrat.

## Formati in seznam verzij
To so formati in seznam verzij večjih izidov singla »Stronger«.
| Evropski/avstralski CD s singlom 1. »Stronger« — 3:23 2. »Stronger« [inštrumentalno] — 3:23 3. »Walk on By« — 3:34 4. »Stronger« [vokalna verzija Miguela »Migsa«] — 3:41 5. »Stronger« [videospot] Evropski singl / Dodatek k albumu The Singles Collection 1. »Stronger« — 3:23 2. »Walk on By« — 3:34 Francoski CD s singlom 1. »Stronger« — 3:23 2. »Walk on By« — 3:34 3. »Stronger« [vokalni remix Miguela »Migsa«] — 3:41 Britanski CD s singlom 1. »Stronger« — 3:23 2. »Walk on By« — 3:34 3. »Stronger« [WIP-ov remix] — 5:50 Britanska promocijska gramofonska plošča - A-stran: 1. »Stronger« [WIP-ov remix] — 5:50 2. »Stronger« — 3:23 - B-stran: 1. »Stronger« [vokalna verzija Miguela »Migsa«] — 3:41 2. »Stronger« [vokalni remix Miguela »Migsa«] — 6:31 Britanska kaseta s singlom 1. »Stronger« — 3:23 2. »Walk on By« — 3:34 3. »Stronger« [inštrumentalno] — 3:23 | Ameriška gramofonska plošča - A-stran: 1. »Stronger« [transformacija Pabla La Rose] — 7:21 2. »Stronger« [ekstra remix Pimpa Juiceja] - B-stran: 1. »Stronger« [vokalni remix Miguela »Migsa«] — 6:31 2. »Stronger« [remix Miguela »Migsa«] Ameriški CD s promocijskim remixom 1. »Stronger« [različica transformacije Pabla La Rose] — 3:28 2. »Stronger« [radijski remix Jacka D. Elliota] — 3:31 3. »Stronger« [vokalni remix Miguela »Migsa«] — 3:42 4. »Stronger« [remix Maca Quaylea] — 5:21 5. »Stronger« [transformacija Pabla La Rose] — 7:21 6. »Stronger« [remix Miguela »Migsa«] — 6:31 7. »Stronger« [klubski remix Jacka D. Elliota] — 6:39 8. »Stronger« [klubski remix Maca Quaylea] — 7:50 Ameriški CD s singlom - 1. del 1. »Stronger « — 3:23 2. »Stronger« [transformacija Pabla La Rose] — 3:28 Ameriški CD s singlom - 2. del 1. »Stronger« — 3:23 2. »Stronger« [klubski remix Maca Quaylea] — 7:50 3. »Stronger« [transformacija Pabla La Rose] — 7:21 4. »Stronger« [vokalni remix Miguela »Migsa«] — 6:31 5. »Stronger« [klubski remix Jacka D. Elliota] — 6:38 6. »Stronger« [remix »Ni sramu v tej vokalni igri« Pimpa Juiceja] — 5:50 |

## Remixi/uradne verzije
- Verzija z albuma — 3:23
- Inštrumentalna verzija — 3:23
- Raziskave za avdicijo — 0:12
- Verzija iz videospota — 3:34
- Klubski remix Jacka D. Elliota — 6:40
- Radijski remix Jacka D. Elliota — 3:34
- Klubski remix Maca Quaylea — 7:53
- Verzija remixa Maca Quaylea — 5:20
- Verzija remixa Maca Quaylea #2 — 4:23
- Radijski remix Maca Quaylea — 3:50
- Vokalna različica Miguel »Migsa« — 6:54
- Vokalna verzija Miguel »Migsa« — 3:42
- Vokalni remix Miguel »Migsa« — 6:31
- Klubski remix Miguela »Migsa « — 7:30
- Transformacija Pabla La Rose — 7:24
- Verzija transformacije Pabla La Rose — 3:31
- Remix »Ni sramu v tej vokalni igri« Pimpa Juiceja — 5:50
- Ekstra remix Pimpa Juiceja — 7:05
- WIP-ov remix — 5:43
- »Stronger« je prva pesem na ameriški verziji televizijske serije Now That's What I Call Music! 6

## Dosežki in certifikacije

### Tedenske lestvice
| Lestvice (2000/2001)                                  | Pozicija |
| ----------------------------------------------------- | -------- |
| Avstralija (ARIA)                                     | 13       |
| Avstrija (Ö3 Austria Top 75)                          | 4        |
| Belgija (Belgian Singles Chart)                       | 15       |
| Kanada (Canadian Singles Chart)                       | 9        |
| Danska (Tracklisten)                                  | 12       |
| Nizozemska (Dutch Top 40)                             | 12       |
| Evropa (European Hot 100)                             | 3        |
| Finska (Suomen virallinen lista)                      | 8        |
| Francija (SNEP)                                       | 20       |
| Nemčija (Media Control AG)                            | 4        |
| Irska (IRMA)                                          | 6        |
| Italija (FIMI)                                        | 16       |
| Izrael (Israel Singles Chart)                         | 1        |
| Mehika (Mexico Singles Chart)                         | 2        |
| Nova Zelandija (RIANZ)                                | 15       |
| Norveška (VG-lista)                                   | 11       |
| Švedska (Sverigetopplistan)                           | 4        |
| Švica (Media Control AG)                              | 6        |
| Združeno kraljestvo (The Official Charts Company)     | 7        |
| Združene države Amerike (Billboard Hot 100)           | 11       |
| Združene države Amerike (Billboard Top 40 Mainstream) | 7        |

### Certifikacije
| Država                  | Certifikacija |
| ----------------------- | ------------- |
| Avstralija              | Zlata         |
| Francija                | Srebrna       |
| Nemčija                 | Zlata         |
| Združene države Amerike | Zlata         |

## Zgodovina izidov
| Država                  | Datum             |
| ----------------------- | ----------------- |
| Evropa                  | 13. november 2000 |
| Združene države Amerike | 30. november 2000 |
| Združeno kraljestvo     | 4. december 2000  |